# Czas teraźniejszy w języku angielskim
Czas teraźniejszy w języku angielskim – konstrukcje gramatyczne służące wyrażaniu teraźniejszości w angielskim systemie gramatycznym. Teraźniejszość w angielszczyźne opisywana jest inaczej niż w większości języków indoeuropejskich, nie wyłączając germańskich. Odmiennie opisuje stany, inaczej zaś aktualnie wykonywane czynności. Wreszcie angielski dysponuje konstrukcją łączącą przeszłość z teraźniejszością, nadając zdarzeniom przeszłym aspektu teraźniejszego.

## Sposoby wyrażania teraźniejszości

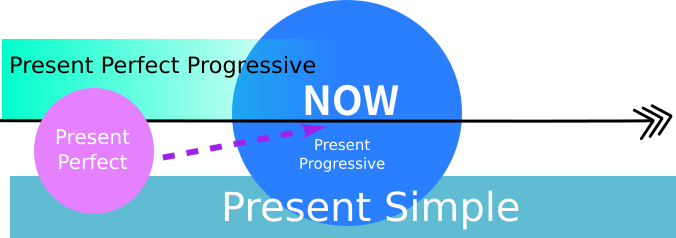
Relacje między czasami teraźniejszymi

Język angielski dysponuje czterema gramatycznymi formami czasowymi do wyrażania teraźniejszości:
- czasem teraźniejszym prostym (Present Simple), gdy zdarzenie jest rozciągnięte w czasie albo jest stanem długotrwałym
- czasem postępującym (Present Progressive), gdy mówiący skupia się na chwili obecnej albo stosunkowo niewielkim wycinku teraźniejszości
- czasem teraźniejszo-przeszłym[2] (Present Perfect), zwanym również „teraźniejszym dokonanym”, który ukazuje teraźniejsze następstwa zdarzenia, które już miało miejsce
- czasem teraźniejszo-przeszłym  postępującym (Present Perfect Progressive) używanym do opisu zdarzeń, które zaczęły się w przeszłości i trwają aż do chwili obecnej.

Poza tymi czterema strukturami istnieje kilka innych sposobów informowania o teraźniejszości:
- Czas Future Simple (przyszły prosty) służy m.in. do wyrażenie prawdopodobieństwa, że zdarzenie dzieje się obecnie[4]: She will be in bed now → Ona będzie teraz spała. Mówiący jest przekonany bądź zgaduje, że zdarzenie właśnie się odbywa.
- Czas Future Progressive (przyszły postępujący): He will be waiting behind the door, you bet? → Czeka za drzwiami, założymy się?

## Present Simple (czas teraźniejszy prosty)

Czas teraźniejszy prosty używany jest do czynności trwających długi czas, niekoniecznie w tej chwili: The Newton cradle always works.

W języku angielskim czas teraźniejszy prosty. Do budowy tego czasu używa się czasownika w podstawowej formie (bezokolicznika). Trzecia osoba liczby pojedynczej przyjmuje końcówkę -(e)s. Istnieją brytyjskie dialekty, np. w Anglii Wschodniej, które do wszystkich osób czasu używają tylko jednej, podstawowej formy czasownika. Operatorem zdania jest czasownik do, w 3. osobie liczby pojedynczej przyjmujący formę does. W języku mówionym w pozycji nieakcentowanej formy ulegają ścieśnieniu: do + not → don't, does + not → doesn't. 
Zestawienie wszystkich form czasu teraźniejszego:
| Osoba                 | Twierdzenie      | Forma twierdząca emfatyczna | Pytanie             | Przeczenie                                      | Skrócona odpowiedź twierdząca | Skrócona odpowiedź przecząca   |
| --------------------- | ---------------- | --------------------------- | ------------------- | ----------------------------------------------- | ----------------------------- | ------------------------------ |
| 1. os. l. pojedynczej | I read           | I do read                   | do I read           | I do not read /I don't read                     | Yes, I do                     | No, I do not/don't             |
| 2. os. l. pojedynczej | You read         | You do read                 | do you read         | you do not read /you don't read                 | Yes, you do                   | No, you do not/don't           |
| 3. os. l. pojedynczej | he/she/it reads  | he/she/it does read         | does he/she/it read | he/she/it does not read he/she/it doesn't read  | Yes, he/she/it does           | No, he/she/it does not/doesn't |
| l. mnoga              | we/you/they read | we/you/they do read         | do we/you/they read | we/you/they do not read /we/you/they don't read | Yes, we/you/they do           | No, we/you/they do not/don't   |

Czas teraźniejszy prosty używany jest do opisywania:
- czynności wielokrotnie powtarzanych w teraźniejszości:  I play football every week → Gram w piłkę co tydzień.
- stanów i uczuć I feel sick.
- prawd ogólnych: The Earth rotates around its orbit.
- czynności i wydarzeń przyszłych, zaplanowanych, niezależnych od mówiącego: My train leaves at ten o'clock, tomorrow.[8]
- czynności zdarzających się jedna po drugiej w opowiadaniach: So I open the door and I look out into the garden and I see this man → Więc otwieram drzwi i patrzę na ogród, i widzę tego człowieka. Podobnie czasu używa się w komentarzach sportowych.
- instrukcji: You wait outside the bank → Masz zaczekać przed bankiem.
- do wygłaszania obietnic, zgody i podobnych oświadczeń: I swear I'll tell the truth  → Przysięgam, że powiem prawdę.
- zamiast Present Perfect takich czasowników jak learn, to be informed, to hear[9]: I learn you're going to Taunton next week → Dowiedziałem się, że jedziesz do Taunton w przyszłym tygodniu.
- w okresie warunkowym I w zdaniu podrzędnym (po if): If you start now, you should finish before dinner → Jeśli zaczniesz teraz, do obiadu powinieneś zdążyć.

## Present Progressive (czas teraźniejszy postępujący)

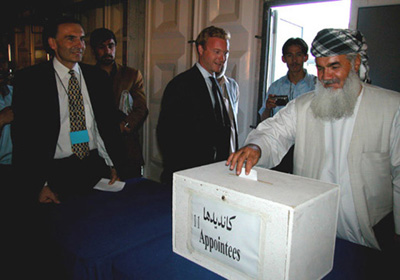
Czas teraźniejszy ciągły określa zdarzenia dziejące się w określonej chwili: The man is voting.

Czas teraźniejszy postępujący zwany jest niekiedy Present Continuous (czas teraźniejszy ciągły). W czasie tym operatorem zdania jest czasownik to be. 
| Osoba     | Forma twierdząca     | Forma pytająca       | Forma przecząca          | Skrócona odpowiedź twierdząca | Skrócona odpowiedź przecząca |
| --------- | -------------------- | -------------------- | ------------------------ | ----------------------------- | ---------------------------- |
| 1 sg      | I am reading         | am I reading?        | I am not reading         | Yes, I am                     | No, I am not                 |
| 2 sg + pl | You are reading      | are you reading      | you are not reading      | Yes, you are                  | No, you are not              |
| 3 sg      | he/she/it is reading | is he/she/it reading | he/she/it is not reading | Yes, he/she/it is             | No, he/she/it is not         |
| 1 pl      | we are reading       | are we reading?      | we are not reading       | Yes, we are                   | No, we are not               |
| 3 pl      | they are reading     | are they reading?    | they are not reading     | Yes, they are                 | No, they are not             |

Czas teraźniejszy postępujący używany jest do wyrażenia:
- Zdarzenia, które właśnie ma miejsce, przy czym ma ono charakter ciągły. Zdarzenie odbywa się „w okolicach” teraźniejszości, niekoniecznie musi zachodzić właśnie w tej chwili[7]: What are you doing? I am reading → Co robisz? Czytam.  I am travelling a lot these days → Obecnie sporo podróżuję.
- Przy dłuższej narracji Present Progressive służy do budowania tła i obrazuje rzeczy, które są w trakcie trwania, gdy opowiadanie się zaczyna, i są niezmienne w trakcie całej historii[7]: There's this Scotsman, you see, and he is walking through the jungle when he meets a gorilla → Oto ten Szkot, widzisz, i on idzie sobie przez dżunglę i nagle spotyka goryla.
- W komentarzach, szczególnie sportowych, Present Progressive służy do opisu dłuższych zdarzeń i sytuacji[7]: Oxford are pulling slightly ahead of Cambridge now, Cambridge are looking a bit disorganised... → Oksford płynie nieco przed osadą Cambridge, osada Cambridge jest nieco w nieładzie...
- Dla sytuacji powtarzanych, toczących się wokół teraźniejszości[7]: Why is he hitting his dog? → Dlaczego on bije swego psa?
- Dla opisu sytuacji zmiennych, nawet jeśli są to zmiany bardzo długotrwałe[7]: The climate is getting warmer → Klimat się ociepla. The universe is expanding and has been since the Big Bang → Wszechświat się rozszerza i to od samego wielkiego wybuchu.
- Dla opisu odczuć fizycznych, na równi z Present Simple[7]: How do you feel? = How are you feeling? → Jak się czujesz? My head aches/is aching → Boli mnie głowa.
- Czynności przyszłej bliskiej chwili obecnej, zaplanowanej, zależnej od woli mówiącego: np. We're seeing a film tonight – Dziś wieczorem będziemy oglądali film[11].
- Czynności właśnie rozpoczynającej się, zwłaszcza z czasownikami ruchu[11]: Are you coming to the pub? → Idziesz do pubu?
- Irytacji bądź innych stanów emocjonalnych spowodowanych zdarzeniem, które inaczej byłoby wyrażone w Present Simple[7]: He`s always pulling my leg because of my clumsiness → On zawsze drwi z powodu mojej niezgrabności (mówiącego drażni ten fakt, który, przedstawiony z always bez tego odcienia znaczeniowego byłby przedstawiony w czasie teraźniejszym prostym)[12].
- dystansowania się. Formy progressive odbierane są jako mniej stanowcze niż formy proste, ponieważ sugerują coś czasowego i nieskończonego[13]: I'm hoping you can lend me ten quid. I am wondering if you have a spare room.

### Czasowniki niewystępujące w formie postępującej
Istnieje grupa czasowników, które nigdy nie przyjmują formy postępującej. Niektóre nie występują praktycznie nigdy, np. like, inne, zmieniając formę na ciągłą, zmieniają znaczenie, np. see: I'm seeing the doctor on Monday → W poniedziałek idę do lekarza. Wiele z tych czasowników odnosi się do stanów albo postrzegania zmysłowego. 
- stany emocjonalne: believe, doubt, feel (w znaczeniu mieć opinię), hate, imagine, know, like/dislike, love, prefer, realise, recognise, remember, see, suppose, think (mieć opinię), understand, wish.
- użycie zmysłów: feel, hear, see, smell, sound, taste. Czasowniki smell i taste w znaczeniu wąchania i próbowania smaku występują w formie postępującej.
- komunikowanie się i wywoływanie reakcji: agree, appear, astonish, deny, disagree, impress, look (w znaczeniu „wydawać się”), mean, please, promise, satisfy, seem, surprise
- inne: belong, consern, consist, contain, depend, deserve, fit, include, involve, lack, matter, measure (w znaczeniu „mieć rozmiar”), need, own, owe, possess, weigh

W języku angielskim czasowniki mają tendencję do przybierania form ciągłych, jak uważa krytyk językowy H. Ritchie, zwracając uwagę na pojawianie się w popularnej kulturze takich form jak i'm loving it w reklamie McDonald’s czy I'm liking this American boy w piosence Estelle.

## Present Perfect (czas teraźniejszo-przeszły)

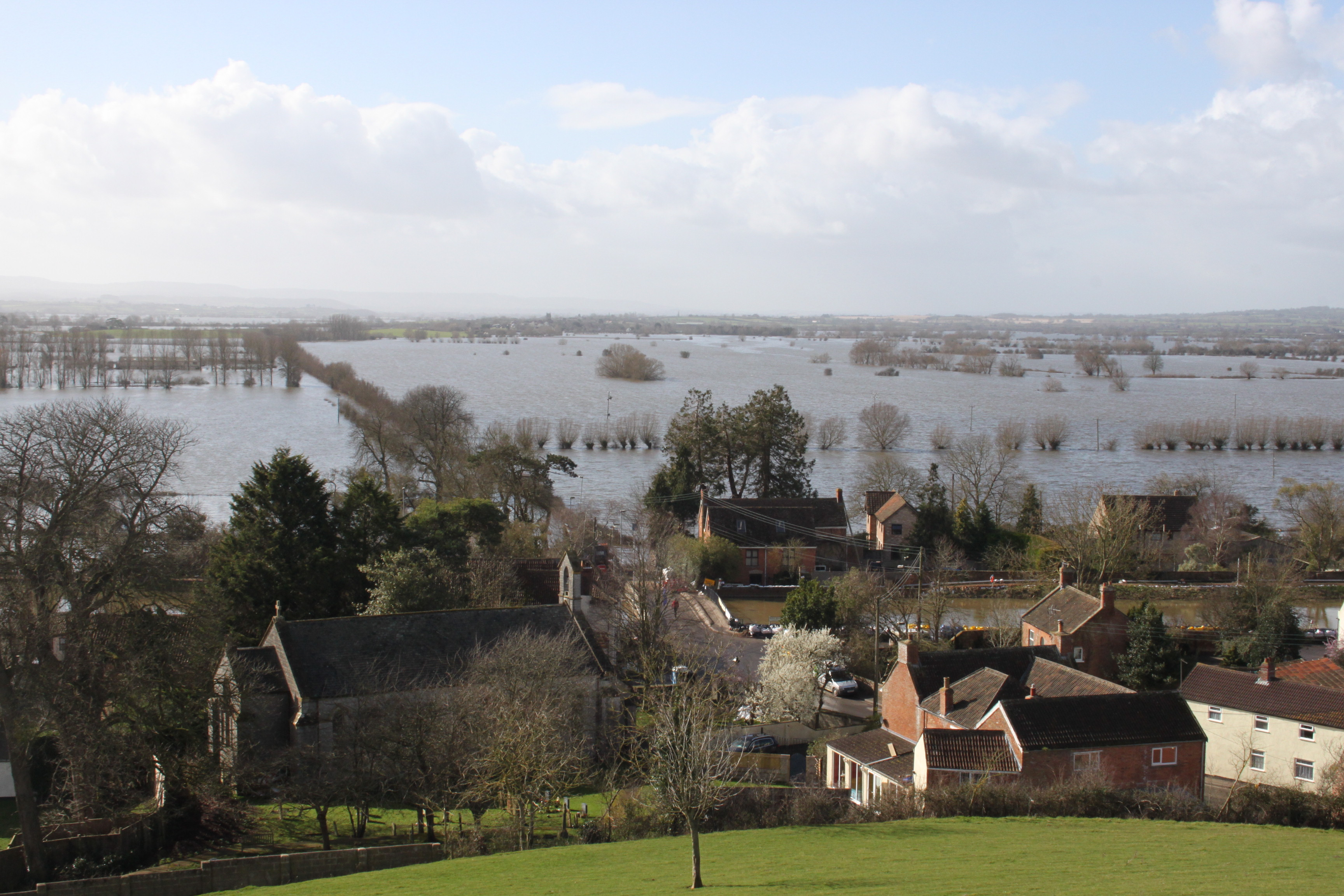
Czas teraźniejszo-przeszły opisuje skutki zdarzeń w przeszłości: It has rained heavily.

Czas Present Perfect, mimo że nawiązuje do wydarzeń z przeszłości, jest formalnie czasem teraźniejszym, tworzonym za pomocą operatora have (przyjmującego w trzeciej osobie liczby pojedynczej formę has) w połączeniu z imiesłowem biernym czasownika głównego, np. I have listened Czas ten mimo swojego przeszłego aspektu jest czasem teraźniejszym również pod względem formalnym, np. w konstrukcjach wymagającej dyscypliny czasu gramatycznego typu mowa zależna. 
. 
| Osoba     | Forma twierdząca      | Forma pytająca         | Forma przecząca           | Skrócona odpowiedź twierdząca | Skrócona odpowiedź przecząca |
| --------- | --------------------- | ---------------------- | ------------------------- | ----------------------------- | ---------------------------- |
| 1 sg      | I have watched        | have I watched?        | I have not watched        | Yes, I have                   | No, I have not               |
| 2 sg + pl | You have watched      | have you watched?      | you have not watched      | Yes, you have                 | No, you have not             |
| 3 sg      | he/she/it has watched | has he/she/it watched? | he/she/it has not watched | Yes, he/she/it has            | No, he/she/it has not        |
| 1 pl      | we have watched       | have we watched?       | we have not watched       | Yes, we have                  | No, we have not              |
| 3 pl      | they have watched     | have they watched?     | they have not watched     | Yes, they have                | No, they have not            |

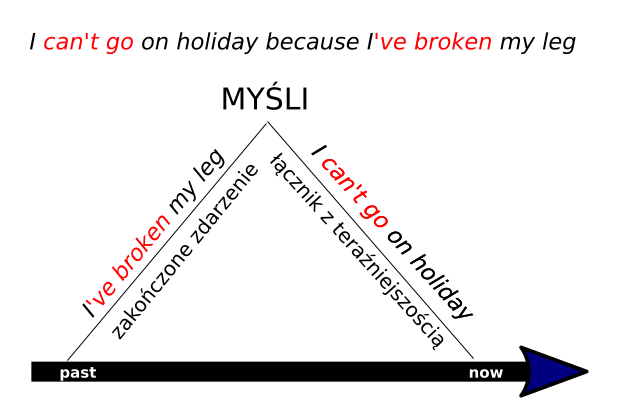
Myślenie o przeszłości i teraźniejszości w tym samym czasie

Czas ten stosuje się w następujących sytuacjach:
- Zdarzenie, które zakończyło się w przeszłości, w pewien sposób połączone z teraźniejszością. Użyty czas Present Perfect zmusza odbiorcę komunikatu językowego do myślenia zarówno w kategoriach przeszłości, jak i teraźniejszości. Często można zmienić zdanie w czasie Present Perfect na bliskoznaczne zdanie w czasie teraźniejszym[16]: I`ve broken my leg = My leg is broken now → Złamałem nogę = Mam złamaną nogę. Our dog has died = Our dog is dead now → Nasz pies zdechł = Nasz pies nie żyje. I've been to Berlin = I know Berlin → Byłem w Berlinie = Znam Berlin.
- Czynność zakończoną w przeszłości, której skutki są odczuwalne w chwili obecnej[16]:  I have seen that movie. → Widziałem (już) ten film (więc np. znam jego treść i mogę go opowiedzieć).
- Informacje o aktualnościach[16]: Have you heard? Andy has won a big prize → Słyszałeś? Andy wygrał dużą nagrodę. Po zaanonsowaniu wiadomości dalsze szczegóły podawane są w czasie Past Simple. W amerykańskiej odmianie jęz. angielskiego w takich sytuacjach przeważa Past Simple[16].
- Czynność dokonaną w nieokreślonej przeszłości, raz lub wielokrotnie[16]: I have written six letters since lunchtime → Od obiadu napisałem 6 listów.
- Zdarzenie z takimi określeniami czasu, jak ever, before, recently[16]. I'm sure we have met before → Jestem pewien, że już się widzieliśmy.
- Czynność lub zdarzenie, które rozpoczęło się w przeszłości i trwa aż do teraz, podobnie jak w czasie Present Perfect Progressive (zależy od czasownika)[16]: I`ve known her for years → Znam ją od lat.
- Czynność, której czas trwania jest niewzmiankowany bądź nieznany[16]: You`ve done a lot for me → Dużo dla mnie zrobiłeś.
- Zdarzenie, które miało miejsce w okresie, który jeszcze nie dobiegł końca. Określenia czasu typowe dla tej sytuacji to this month, today, this week[16]: Has Muriel phoned today? → Czy Muriel dziś dzwoniła? Jeśli jednak czas spodziewany dla tej czynności już minął (np. Muriel miała zadzwonić w okolicach obiadu, a już jest siódma wieczór), używa się czasu przeszłego[16]: Did Muriel phone today?
- Zdarzenie występuje po konstrukcji: It's the first time[16]: It's the first time I`ve seen cricket live → Po raz pierwszy widzę krykiet na żywo.
- Mówiący odnosi się do przyszłości w zdaniach podrzędnych okolicznikowych[18]: Can I borrow your pen? – No, you must wait until I`ve finished. → Mogę pożyczyć twoje pióro? Nie, musisz zaczekać, aż skończę.

## Present perfect progressive (czas teraźniejszo-przeszły postępujący)
Czas przeszło-teraźniejszy postępujący – tworzony za pomocą operatora have (przyjmującego w 3 os. lp. formę has) oraz formy imiesłowu biernego czasownika be (been) w połączeniu z formą gerund czasownika głównego: np. I have been listening. 
| Osoba     | Forma twierdząca           | Forma pytająca              | Forma przecząca                | Skrócona odpowiedź twierdząca | Skrócona odpowiedź przecząca |
| --------- | -------------------------- | --------------------------- | ------------------------------ | ----------------------------- | ---------------------------- |
| 1 sg      | I have been reading        | have I been reading?        | I have not been reading        | Yes, I have                   | No, I have not               |
| 2 sg + pl | You have been reading      | have you been reading?      | you have not been reading      | Yes, you have                 | No, you have not             |
| 3 sg      | he/she/it has been reading | has he/she/it been reading? | he/she/it has not been reading | Yes, he/she/it has            | No, he/she/it has not        |
| 1 pl      | we have been reading       | have we been reading?       | we have not been reading       | Yes, we have                  | No, we have not              |
| 3 pl      | they have been reading     | have they been reading?     | they have not been reading     | Yes, they have                | No, they have not            |

Czasu Present Perfect Progressive używa się w następujących sytuacjach:

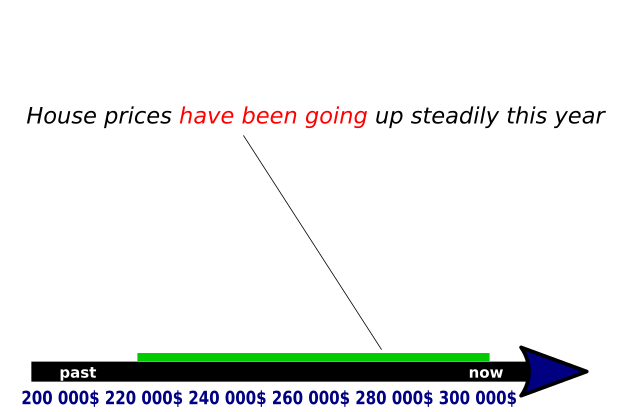
Sytuacja, która rozpoczęła się w przeszłości i trwa do obecnego momentu

- Do wyrażenia czynności, która rozpoczęła się w przeszłości, jest nadal wykonywana i być może będzie wykonywana nadal[19]: I have been listening to music for four hours → Słucham muzyki od czterech godzin. It's been raining all day → Cały dzień pada.
- Do opisu zdarzeń, które właśnie się skończyły, ale których skutki są widoczne lub odczuwane w teraźniejszości[19]: You look hot.  – Yes, I`ve been running → jesteś spocony.  – Tak, biegłem.
- Do opisu powtarzanych czynności[19]: People have been phoning me all day → Ludzie wydzwaniają do mnie cały dzień.
- Do opisu wydarzeń określonych przez: lately, recently, since, for[19]: The company has been loosing money recently → Firma ostatnio traci pieniądze.
- Gdy pytanie zaczyna się od How long: How long have you been studying English? → Jak długo uczysz się angielskiego?
- Gdy zdarzenie czy stan jest krótki lub tymczasowy. Dla dłuższych używa się Present Perfect[19]: He`s been living in my flat for a month → On mieszka w moim mieszkaniu od miesiąca. He hasn`t worked for years → On nie pracuje od lat.
- Do wyrażenia znużenia lub zaskoczenia, bądź irytacji jakąś czynnością, np.: You have been drinking again! – „Znowu piłeś!”.